# Seminarium

Fem deltagare.

Sju deltagare.

Tio deltagare.

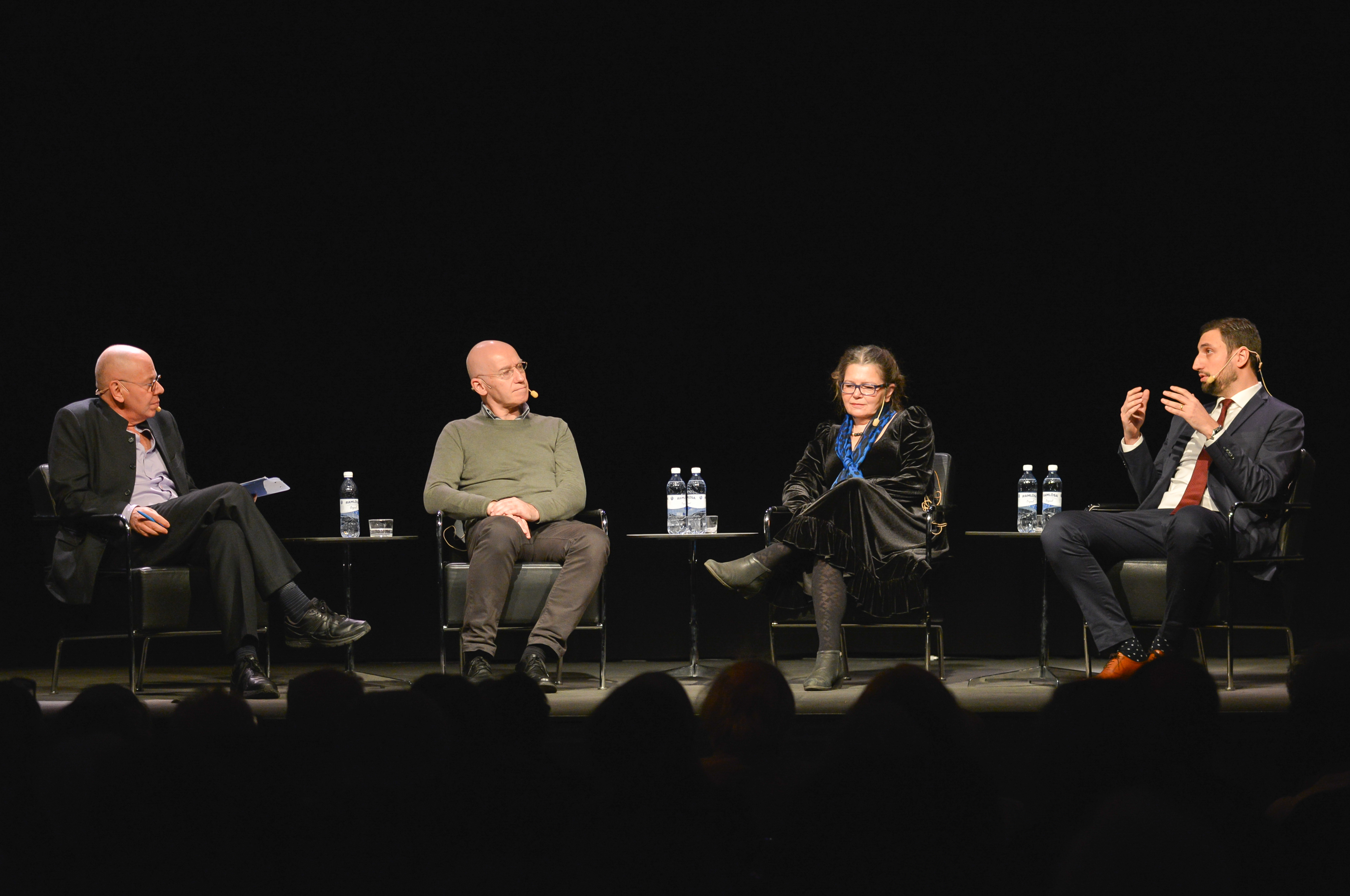
Seminarium på Kulturhuset Stadsteatern 2018 under temat Samma judehat då som nu – vad kan vi lära av historien?

Ett seminarium kan vara en undervisningsform för att uppnå effektivt lärande eller ett forum, en mötesform, diskussion, där olika slutsatser kan dras och sedan prövas mot varandra. Undervisande organisationer, undervisningsanstalter, med uppgift att bilda kunskaper interaktivt i små grupper, eller bidra till fördjupning, kan ha ordet i sitt namn. Seminarier genomförs i regel av en seminarieledare eller coach, som använder sig av Sokrates dialog eller samtalskonst. Till skillnad från en lektion eller en föreläsning, förutsätts i regel att samtliga deltagare i seminariet är beredda att spela en aktiv roll.
Seminarium har också historiskt använts som beteckning för en utbildningsanstalt för blivande lärare inom förskolan, folkskolan och i viss mån inom flickskolan eller realskolan.
Ett seminarium som hålls via Internet eller liknande elektroniskt forum i stället för genom fysiskt sammanträde, kallas ofta för webbinarium.

## Etymologin
Från latinets seminarium, jordbit där växter tas upp från fröer, 1400-talet. Ursprungligen från seminarius: grogrund för utsäde, plantskola, förskola för plantor; av semen frö, utsäde. Latinets -arium betyder plats för. I svenska språket sedan 1712, med innebörden undervisningsform med aktiva deltagare.
Ordet webbinarium, för ett seminarium hållet elektroniskt, är bildat av ordet webb sammansatt med efterledet till ordet seminarium.

## Seminarier vid högre utbildning
Ibland kallade akademiska seminarier,  har i syfte att väcka och leda de studerandes självverksamhet och därigenom hos dem utbilda förmågan till självständigt vetenskapligt tänkande.  I motsats till lektioner eller föredrag, så kännetecknas seminarier av en större interaktivitet mellan seminarieledare och seminarister, studenter, samt mellan deltagarna. Dessa sitter i små täta grupper (5-20 deltagare), med övningar, diskussioner och kortare presentationer av studenter (lärande genom att själv undervisa). Seminarieperioderna avslutas ofta i en uppsats eller att man individuellt genomför en skriftlig tentamen. Pedagogik och didaktik är de vetenskapsfält som studerar effektiviteten av undervisning och lärandet i seminarier. I verkligheten på många fakulteter är antalet ofta runt 40 deltagare, och ibland upp till 100 studenter. Många föredrag kallas felaktigt för seminarier.
Ibland görs en distinktion mellan inledande seminarier för nybörjare i de grundläggande studierna och de med andra resurser, djupgående och mer avancerade seminarier för doktorander. Förberedande övningar eller moment inför ett seminarium kan kallas proseminarium och otvungna möten, samkväm, efteråt för postseminarium.

## Seminarier i vuxenutbildning
I kurser inom vuxenutbildning, yrkesutbildning, eller annan läroanstalt samt utbildning av ungdomar är interaktivt lärande i praktiska miljöer vanligt. Moderna metoder och didaktik bestämmer arbetet i studiegrupperna. Pedagogerna skapar en lärande miljö där eleverna kan hitta de bästa möjliga förutsättningar för självständigt lärande. Merparten av detta lärande är erfarenhetsbaserat och ska främja bland annat nyckelkompetensen lära att lära.

## Svenska läroanstalter med beteckningen seminarier
Alla städer i Sverige ålades 1853 att inrätta seminarier för utbildning av lärare. Första seminariet som undervisningsanstalt invigdes 1865, Filologiska seminariet i Lund, efter modell från seminarium vid universitetet i Göttingen, Tyskland. Den nya massundervisningen från 1950-talet i USA kom till Sverige under 1960-talet, och i slutet av det decenniet låg antalet nybörjare inom högre utbildning på cirka 28 000 per läsår. Detta kan jämföras med de 2 000–4 000 som började varje år under 1940-talet, utspritt över hela Sverige. Många seminarier hade inga egna lokaler under 1800-talet och deltagarantalen i seminariesammanträdena var låga, som regel på mellan fyra och 12 seminarister. Av naturliga skäl byttes ordet seminarium ut på de gamla undervisningsanstalterna, som också ofta inlemmades i större utbildningssäten. Stordriftsfördelarna, ursprungligen från bland annat USA:s bilindustri, effektiviserade det begynnande utbildningssverige. Idag startar över 80 000 studenter en högre utbildning varje år.
- Tidigare undervisningsanstalter
  - Småskoleseminarier (1858–1961)
  - Folkskoleseminarier (1830–1971)
  - Flickskoleseminarier
  - Högre lärarinneseminariet i Stockholm (1861–1943)
  - Privata högre lärarinneseminariet, Stockholm (1899–1931)
  - Privata högre lärarinneseminariet i Lund (1905–1915)
  - Prästseminarier
  - Ericastiftelsens läkepedagogiska seminarium
  - Socialpedagogiska seminariet i Stockholm
  - Filologiska seminariet i Lund (1865–1967)
  - Förskoleseminarier

## Seminarier i övrigt, med andra benämningar
Exempel på tillfällen när seminarier uppstår spontant är många, det kan vara en diskussion i fikarummet, tillsammans med vänner eller kanske i ensamheten i intrapersonell dialog och i interaktionen med en bok. Ett mer allvarligt seminarium, möte, är moderna styrelsemöten enligt Svensk kod för bolagsstyrning där man inte rekommenderar mer än sju deltagare för att en dialog ska vara möjlig, för att grunden för bästa möjliga beslut och diskussion ska föreligga. Dialogen och interaktiviteten är ett kännetecken på ett seminarium och diskussioner med framåtdriv. Deltagarantal över det resulterar som regel i att en grupp i gruppen tar över och flera deltagare sitter tysta och lyssnar. Undersökningar visar att inte ens vid vanliga samtal mellan två personer så fördelar deltagarna per ömsesidig automatik lika på talutrymmet. Vanligast är fördelningen 70 % respektive 30 %. "Jag-svaga", skygga eller ledsna personer använder förmodligen av egen vilja cirka 10 % av det tillgängliga utrymmet.  Redan en ökning från fem till 7 deltagare mer än fördubblar antalet relationer i seminariegruppen och möjligheten till språklig interaktion och dialog minskar drastiskt, samtidigt som livskraften på de fröer som det är tänkt att deltagarna ska få med sig för tillväxt inför nästa möte, blir mindre bra. Som jämförelse så sker vid oreglerade vanliga samtal som utökas till tre eller flera deltagare som regel uppkomst av ett mönster där en tar på sig en ledarroll och även använder det största talutrymmet. Medan kodens ordförande har en mindre framträdande roll och kan i en förenings eller företags stadgar vara inskriven som alternerande. På styrelsemöten kan andra än den ordinarie ordförande ha rollen som mötesordförande. Det är lätt att som deltagare se på de andras aktivitet, kroppsspråk och dialog huruvida de kommit till mötet förberedda eller inte. En av kodens ordförandes uppgifter kan vara att ta den som brustit i den ansvarsbiten åt sidan och mana till bättring. På högre utbildning och i akademiska seminarier anses aktivitet under mötesformen som ett krav.